# Echium thyrsiflorum
Echium thyrsiflorum là loài thực vật có hoa trong họ Mồ hôi. Loài này được Masson ex Link mô tả khoa học đầu tiên năm 1828.